# Cirrifera sopottehlersae
Cirrifera sopottehlersae är en plattmaskart som beskrevs av Noldt och Jouk 1988. Cirrifera sopottehlersae ingår i släktet Cirrifera och familjen Coelogynoporidae. Inga underarter finns listade i Catalogue of Life.